# 嘉峪关路街道
嘉峪关路街道，是中华人民共和国甘肃省兰州市城关区下辖的一个乡镇级行政单位。

## 行政区划
嘉峪关路街道下辖以下地区：
排洪沟社区、排洪沟南路社区、五里铺社区、嘉峪关路社区、嘉峪关北路社区和嘉峪关西路社区。